# Эльбталь (Гессен)
Эльбталь (нем. Elbtal) — община в Германии, в земле Гессен. Подчиняется административному округу Гиссен. Входит в состав района Лимбург-Вайльбург. Население составляет 2402 человека (на 31 декабря 2010 года). Занимает площадь 11,12 км².

## Достопримечательности

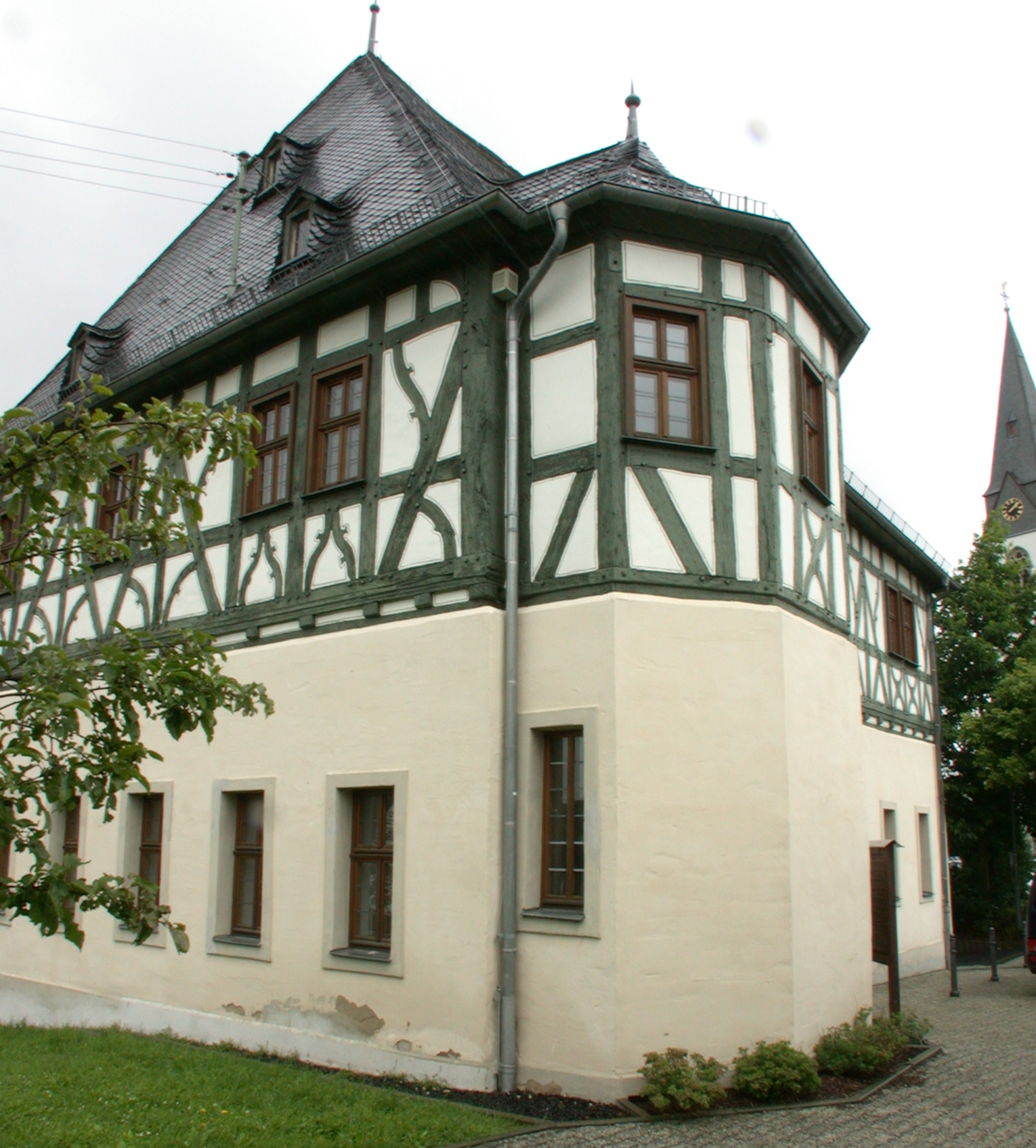
Эльбталь

- Замок Вальдманнсхаузен